# 会议 (政党)
会议（羅馬化：Nykhas）是南奥塞梯的一个政党。2013年，南奥塞梯总统列昂尼德·季比洛夫（独立人士）的支持者建立该党。当地媒体将该党的成员和支持者称为“会议派”。该党奉行奥塞梯民族主义。目前，该党的主席是齐塔·别萨耶娃。